# Angus Drive
Angus Drive este primul disc EP al cântăreței de origine canadiană Avril Lavigne. Fiind lansat în America de Nord la 1 mai 2003, discul conține patru dintre piesele incluse pe debutul discografic al interpretei, intitulat Let Go.

## Ordinea pieselor pe disc
Versiunea standard
1. „Sk8er Boi” — 3:24
2. „Unwanted” — 3:40
3. „Losing Grip” — 3:53
4. „Complicated” — 4:03